# Сімферопольська ТЕЦ
Сімферопольська ТЕЦ — теплоелектроцентраль України в селищі Гресівський на річці Салгир у АР Крим, за 9 км від Сімферополя. ТЕЦ забезпечує тепловою електроенергією частину міста Сімферополя та житлові райони селищ Молодіжне, Гресівський, Комсомольське, Аерофлотський, Кримгеологія і підприємства будівельної індустрії, ще тепличні господарства.

## Історія
Будівництво ТЕЦ розпочалося у 1955 році, селище будівельників засноване 1956 року. Першу турбіну потужністю 50 МВт введено в дію 29 грудня 1958, другу — у серпні 1960 року. У 1961 році потужність станції планомірно доведено до проектної — 100 МВт. У 1981 в зв'язку з завершенням реконструкції турбін та переведенням їх у теплофікаційний режим, Сімферопольська ДРЕС перейменована на Сімферопольську ТЕЦ. Основне паливо — вугілля, газ та мазут. Усі виробничі процеси станції було автоматизовано у 1980-х роках.
У зв'язку з завершенням реконструкції турбін та переведенням їх у теплофікаційний режим Сімферопольська ДРЕС 1981 року перейменована на ТЕЦ.
В січні 2009 ТЕЦ під час «газової війни» «КримТЕЦ» працювала 1 з двох турбін станції (для стабільної роботи Кримської енергосистеми Сімферопольська ТЕЦ повинна була того часу підтримувати потужність 100 МВт, проте в тодішніх умовах забезпечувала лише 38-40 МВт).
В 2010 роках ТЕЦ орендує ТОВ «Кримтеплоелектроцентраль».
У серпні 2012 згідно з постановою Кабінету міністрів виключена з переліку об'єктів державної власності для подальшої приватизації.